# Parallèles
Parallèles, estilizado como Para//èles, (prt: Paralelos Desconhecidos; bra: Universos Paralelos) é uma série de televisão via streaming francesa de ficção científica sobre quatro amigos adolescentes que são afetados por um experimento de Física que fratura o espaço-tempo, enviando suas vidas em direções divergentes. Foi produzida pela Daïmôn Films e Empreinte Digitale para a The Walt Disney Company. A série estreou no Disney+ em 23 de março de 2022 na França e outros países.

## Enredo
Quatro amigos de infância, Sam, Bilal, Romane e Victor, estão levando uma vida tranquila em uma pacífica vila nas montanhas quando um misterioso evento vira seus mundos de cabeça para baixo. Em uma fração de segundo, o universo descarta suas regras e reorganiza tudo: o presente, o futuro e os multiversos se fundem, separando os adolescentes e enviando-os para mundos paralelos, em diferentes tempos. Eles começam a tentar entender o que aconteceu, se esforçando para encontrar um ao outro e retornar ao mundo que eles conheciam.

## Elenco
- Thomas Chomel como Samuel "Sam" Deslandes, irmão mais velho e responsável de Victor. Ele decidiu que quer um relacionamento com Romane.
- Jules Houplain como Victor Deslandes (17 anos)
  - Maxime Bergeron como Victor Deslandes (13 anos), irmão mais novo travesso de Sam. Ele pulou uma série para estar na mesma classe que os outros.
- Omar Mebrouk como Bilal Belkebirs (30 anos)
  - Timoté Rigault como Bilal Belkebirs (14 anos), ele tem uma paixão secreta por Romane.
- Jade Pedri como Romane Berthauds (quase 18 anos)
  - Victoria Eber como Romane Berthauds (14 anos), ela é protetora com sua mãe e sua meia-irmã Camille.
- Naidra Ayadi como Sofia Belkebirs, a mãe viúva de Bilal. Ela é uma cientista do centro de pesquisa ligado ao incidente.
- Guillaume Labbé como Tenente Retz, um policial investigando os desaparecimentos.
- Gil Alma como Arnaud Deslandes, pai de Sam e Victor.
- Elise Diamant como Alice Deslandes, mãe de Sam e Victor.
- Dimitri Storoge como Hervé Chassangre, pai da jovem meia-irmã de Romane, Camille. Ele e Vanessa se divorciaram anos antes, mas ele quer se reconciliar.
- Agnès Miguras como Vanessa Chassangre, mãe de Romane e Camille. Ela tem um problema cardíaco grave.

## Episódios
| N.º | Título                                                  | Dirigido por         | Escrito por                       | Lançamento          |
| --- | ------------------------------------------------------- | -------------------- | --------------------------------- | ------------------- |
| 1   | "Le monde dans ta face" "Despertar Difícil"             | Benjamin Rocher      | Quoc Dang Tran e Anastasia Heinzl | 23 de março de 2022 |
| 2   | "Contre toute attente" "Contra Todas as Probabilidades" | Benjamin Rocher      | Quoc Dang Tran e Anastasia Heinzl | 23 de março de 2022 |
| 3   | "Le temps perdu" "Tempo Perdido"                        | Jean-Baptiste Saurel | Quoc Dang Tran e Anastasia Heinzl | 23 de março de 2022 |
| 4   | "Innocence révolue" "Inocência Passada"                 | Jean-Baptiste Saurel | Quoc Dang Tran e Anastasia Heinzl | 23 de março de 2022 |
| 5   | "Un plan simple" "Um Plano Simples"                     | Jean-Baptiste Saurel | Quoc Dang Tran e Anastasia Heinzl | 23 de março de 2022 |
| 6   | "H-4"                                                   | Benjamin Rocher      | Quoc Dang Tran e Anastasia Heinzl | 23 de março de 2022 |

## Recepção
Joel Keller do Decider afirmou que o primeiro episódio consegue aumentar o interesse através de sua história, dando a Paralléles o potencial de tomar muitas direções no futuro para se tornar um emocionante programa de mistério de ficção científica. Joly Herman, da Common Sense Media, classificou a série com 4 de 5 estrelas, exaltando o programa por promover valores como amor, lealdade e persistência, elogiou os modelos positivos e achou agradável que a série tenha diversidade entre seus membros do elenco.